# Düğün çorbası
Düğün çorbası (lit. sopa de casament) és una çorba (sopa) tradicional de la cuina turca. Es fa amb carn vermella, farina de blat, iogurt, mantega i ou.